# (5465) Chumakov
(5465) Chumakov es un asteroide perteneciente al cinturón de asteroides descubierto el 9 de septiembre de 1986 por Liudmila Karachkina desde el Observatorio Astrofísico de Crimea (República de Crimea).

## Designación y nombre
Designado provisionalmente como 1986 RF13. Fue nombrado Chumakov en honor del microbiólogo ruso Mikhail Petrovich Chumakov, quien fundó un instituto para el estudio de la poliomielitis y la encefalitis por garrapatas.

## Características orbitales
Chumakov está situado a una distancia media del Sol de 2,914 ua, pudiendo alejarse hasta 3,115 ua y acercarse hasta 2,712 ua. Su excentricidad es 0,069 y la inclinación orbital 3,199 grados. Emplea 1817,14 días en completar una órbita alrededor del Sol.

## Características físicas
La magnitud absoluta de Chumakov es 12,5. Tiene 7,738 km de diámetro y su albedo se estima en 0,355. 